# Нед Дойг
Джон Едуард „Нед“ Дойг (на английски: John Edward „Ned“ Doig, на шотландски фамилията се изговаря по-близко до Дойгъ) е шотландски футболен вратар.

## Биография
Роден е в Арброут, Шотландия на 29 октомври 1866 г. Изиграва най-добрите си сезони с екипа на отбора на Съндърланд преди Първата световна война. Дойг се превръща в неоспорима легенда за „Тима на всички таланти“, каквото било прозвището на Съндърланд в тези години. Той остава в историята като един от най-добрите вратари на своята генерация.
В ранната си кариера на Дойг впечатлява публиката на своя роден клуб Арброут. Шотландският състав страдал от вратарска криза и дебютът на Дойг станал по неочакван начин. Поради липсата на здрав вратар през 1884 г. феновете призовавали Дойг, който също бил на трибуните по време на мача, да застане на вратата и той приел предизвикателството. Дойг бил титуляр за втория отбор на Арброут и получил място в първия състав през 1886 г. През своя престой в Арброут той изиграл два мача за националния отбор на Шотландия и станал играчът с най-много мачове за родния си клуб.
През ноември 1889 г. Дойг бил привлечен от Блекбърн Роувърс, но изиграл едва една среща и решил да напусне заради разногласия с ръководството. Той се прибрал в Шотландия, но след това решил да продължи кариерата си във Съндърланд Заради това си решение и факта, че не били изминали 7 дни от преминаването му в Блекбърн Роувърс, Съндърланд бил застрашен от наказание. Дойг дебютирал и заради това, че бил регистриран за Блекбърн Роувърс, Съндърланд е наказан с отнемане на 2 точки за използването му.
Въпреки противоречивото начало на кариерата му в Съндърланд, Дойг се превърнал в неизменен титуляр за „Тима на всички таланти“. Той пазил за Съндърланд в продължение на 14 сезона като спечелил 4 титли на Англия – 1891 – 92, 1892 – 93, 1894 – 95, 1901 – 02. Той изиграл още 4 мача за своята страна, включително знаменитата победа над Англия на „Селтик Парк“ с 2 – 1, която била първата футболна среща с публика от повече от 50 000 хиляди души. Загубата прекъснала серия на англичаните от 20 поредни победи.
Дойг, който често била наричан „Нед“ или „Тед“ от хората във футболните среди изиграл впечатляващите 417 мача за Съндърланд през своя престой в клуба. Той бил привлечен от Ливърпул за 150 паунда през 1904 г. и помогнал на мърсисайдци да спечелят промоция за Първа дивизия. Нед Дойг изиграл последния си мач за Ливърпул на възраст от 41 години и 165 дни, неподобрен рекорд за Ливърпул. Дойг се оттеглил от футбола окончателно през 1910 г. след като играл последно за аматьорския тим на Стейнт Хелен Рикриейшънълс.
Със своя невероятен принос за отбора на Съндърланд Нед Дойг заслужил признанието на привържениците на Съндърланд за най-добър играч на всички времена в анкета на фен-клуба A Love Supreme. Вратарят на Съндърланд и Шотландия става жертва на епидемия от грип и умира на 53-годишна възраст на 7 ноември 1919 г.